# Kang Gyeong-ae
Kang Gyeong-ae (ur. 20 kwietnia 1906 w Seulu, zm. 26 kwietnia 1944) – koreańska prozaiczka, poetka i działaczka ruchu feministycznego oraz robotniczego.

## Życiorys
Kang Gyeong-ae przyszła na świat 20 kwietnia 1906 w powiecie Songhwa w prowincji Hwanghae (obecnie powiat Songhwa w prowincji Hwanghae Południowe na terenie Korei Północnej). Miała nieszczęśliwe dzieciństwo – jej rodzice byli ubodzy i nie byli w stanie zapewnić dobrych warunków do życia jej oraz jej licznemu rodzeństwu. W wieku 5 lat pisarka straciła ojca, po czym jej matka ponownie wyszła za mąż za ojca trójki dzieci. Wtedy także Kang Gyeong-ae przeprowadziła się z matką i rodzeństwem do sąsiadującego z Songhwa powiatu Jangyeon.
W wieku 8 lat Kang Gyeong-ae zaczęła uczyć się koreańskiego alfabetu czytając tradycyjną koreańską powieść Opowieść o Chun-hyang – najwierniejszej z wiernych. Dzięki temu nauczyła się czytać i pisać, co wśród jej współczesnych dziewczyn i kobiet z nizin było bardzo rzadką umiejętnością. Jednocześnie zainteresowała się dziełami tradycyjnej literatury koreańskiej, czytując i opowiadając sąsiadom oraz znajomym fabułę koreańskich baśni. W szkole była także chwalona za zdolność pisania interesujących esejów i form literackich. Swoimi pracami dzieliła się z przyjaciółmi ze szkoły.
W wieku 14 lat, w 1920 roku Kang Gyeong-ae rozpoczęła naukę w żeńskiej średniej szkole katolickiej Sung'eui w Pjongjangu (dziś stolica Korei Północnej). Kang angażowała się protesty uczniowskie, za co w 1922 roku została wyrzucona ze szkoły. Zakochała się wtedy w studencie z Seulu, który imponował jej intelektem i doświadczeniem, gdyż podróżował między innymi do Tokio, co wówczas było dla Koreańczyka i mieszkańca okupowanej przez Japonię Korei bardzo rzadkim przywilejem. Związek ten jednak rozpadł się, po czym Kang Gyeong-ae powróciła w rodzinne strony w prowincji Hwanghae.
W roku 1931 Kang opublikowała swoją pierwszą powieść Zepsute geomungo (kor. Pageum). W tym samym roku wyszła za mąż za komunistę, który zostawił dla niej pierwszą żonę. Wyjechała z nim do Mandżurii, gdzie osiadła w mieście Longjing (obecnie na terytorium Chin) nad rzeką Tuman (kor. Tuman-gang) i zajmowała się domem. W owym czasie była jednocześnie redaktorem naczelnym mandżurskiego wydania gazety Chosun Ilbo (Dziennik Koreański).
Miesiąc po śmierci matki, Kang Gyeong-ae zmarła po długiej chorobie 26 kwietnia 1944 roku w wieku 38 lat.

## Praca twórcza i opinie krytyków
W opinii krytyków literackich Kang Gyeong-ae uchodzi za jedną z najbardziej utalentowanych pisarek okresu japońskiej okupacji Korei. W swej twórczości zajmowała się przede wszystkim tematyką osób z nizin ówczesnego koreańskiego społeczeństwa, m.in. w powieściach Zepsute geomungo (kor. Pageum), Ogród warzywny (kor. Chaejeon), Piłkarskie starcie (kor. Chukgu jeon) czy Matka i dziecka (kor. Moja). Kang Gyeong-ae pisywała również protofeministyczne prace, zawierające krytykę panujących porządków społecznych w odniesieniu do kobiet (np. Matka i córka, kor. Eomeoni-wa ttal). Jej dzieła zawierają także krytykę rodziny, a wolność życiową uzyskują w nich wyłącznie bohaterowie, którzy zerwali więzi z własnymi rodzinami.
Począwszy od uchodzącej za najlepszą jej pracę Ludzkie problemy (kor. Ingan munje, ang. From Wonso Pond) zajmowała się kwestiami społecznych podziałów, w tym zwłaszcza podziałami społeczeństwa ze względu na klasę i płeć.

## Najważniejsze dzieła literackie
- Zepsute geomungo (kor. Pageum, 1931)
- Matka i córka (kor. Eomeoni-wa ttal, 1931)
- Ogród warzywny (kor. Chaejeon, 1933)
- Piłkarskie starcie (kor. Chukgu jeon, 1933)
- Bogacz (kor. Buja, 1934)
- Sól (kor. Sogeum, 1934)
- Ludzkie problemy (kor. Ingan munje, przetłumaczona na język angielski pt. From Wonso Pond, 1934)
- Matka i dziecka (kor. Moja, 1935)
- Człowiek z gór (kor. Sannam, 1936)
- Ciemność (kor. Odum, 1937)